# Capucinella
Capucinella är ett släkte av kackerlackor. Capucinella ingår i familjen jättekackerlackor.
Kladogram enligt Catalogue of Life:
| Capucinella | \| \| Capucinella delicatula \| \| \| \| \| \| Capucinella fragilis \| \| \| \| |
|             | \| \| Capucinella delicatula \| \| \| \| \| \| Capucinella fragilis \| \| \| \| |
|             | Capucinella delicatula                                                          |
|             |                                                                                 |
|             | Capucinella fragilis                                                            |
|             |                                                                                 |